# Sonina
Sonina – wieś w Polsce położona w województwie podkarpackim, w powiecie łańcuckim, w gminie Łańcut.
W miejscowości znajduje się rzymskokatolicka parafia św. Jana Chrzciciela należąca do dekanatu Łańcut I.
W latach 1975–1998 miejscowość administracyjnie należała do województwa rzeszowskiego.

## Części wsi
| SIMC    | Nazwa        | Rodzaj    |
| ------- | ------------ | --------- |
| 0655215 | Barania Góra | część wsi |
| 0655221 | Budy         | część wsi |
| 0655238 | Świński Ogon | część wsi |
| 0655244 | Zagumnie     | część wsi |

## Historia
Wieś lokowana na surowym korzeniu, na co wskazuje karczunkowy charakter osadnictwa, gdzie zwarte obszary leśne na tym terenie ciągnęły się od Łańcuta aż po Handzlową, lokowaną w 1381 roku. Sonina jako niemiecka kolonia Schönewald, Schonerwald, podobnie jak sąsiednie wsie z końcówkami na -hau/how oznaczające w języku niemieckim porębę np. pobliska; Markowa (Markenhow), Albigowa (Helwygheshow), Hanselshow oraz Husów (zob. Głuchoniemcy). W 1450 roku właścicielem był Jan z Pilczy syn Elżbiety Granowskiej trzeciej żony Władysława Jagiełły.
W 1887 roku cesarz Franciszek Józef I udzielił "z prywatnej swej szkatuły" gminie Sonina zapomogi w wysokości 100 zł na budowę szkoły.
We wsi znajduje się kościół pw. św. Jana Chrzciciela wzniesiony zapewne ok. poł. XVII w. (wg tradycji jeszcze w XVI w.). Wielokrotnie restaurowany i przebudowywany. Podczas remontu w latach 1892–1893 m.in. dobudowano nową zakrystię i kaplicę. W latach 1922–1923 wzniesiono nową wieżę na miejscu starej. Wokół kościoła pozostałości obwarowań ziemnych na nieregularnym planie. Kościół w Soninie jest przykładem sakralnego budownictwa drewnianego, opartego na tradycjach gotyckich. W 1991 roku został oddany do użytku nowy kościół parafialny pod tym samym wezwaniem, a stary pełni funkcję kościoła filialnego.

## Osoby związane z miejscowością
- Józef Grad-Soniński (1891–1966), podpułkownik kwalerii Wojska Polskiego, kawaler Orderu Virtuti Militari
- Jan Jakubowski (1939–2016), ksiądz, proboszcz parafii Sonina, działacz Solidarności
- Grzegorz Kuźniar (ur. 1948), żużlowiec, trener sportu żużlowego
- Wacław Nycz (1954–2013), pilot samolotowy sportowy i lotnictwa komunikacyjnego, mistrz świata i Europy w lataniu precyzyjnym
- Józef Szpunar (1911–1990), sierżant Wojska Polskiego, kawaler Orderu Virtuti Militari

## Sport
W Soninie działa klub sportowy LKS „Sawa” Sonina, założony w 1946 roku. Od 2009 roku klub gra w klasie okręgowej.